# An Unsullied Shield
An Unsullied Shield est un film muet américain réalisé par Charles Brabin et sorti en 1913.

## Fiche technique
- Titre : An Unsullied Shield
- Réalisation : Charles Brabin
- Scénario : Charles Brabin
- Société de production : Edison Company
- Pays de production :  États-Unis
- Langue : Anglais
- Format : Noir et blanc — 35 mm — 1,37:1 — Muet
- Genre : Film dramatique
- Durée : 17 minutes
- Date de sortie : 
  - États-Unis : 7 janvier 1913

## Distribution
- Marc McDermott : le descendant des Duke
- Margery Bonney Erskine : la duchesse de Rutland
- Mabel Trunnelle
- Herbert Prior : l'ancêtre amiral
- Bessie Learn
- Wadsworth Harris
- Harry Eytinge : le prêteur d'argent
- Walter Edwin : l'ancêtre guerrier
- Augustus Phillips